# Charles Gravier de Vergennes
Charles Gravier de Vergennes, född 1717, död 1787, var en fransk diplomat. Han var utrikesminister 1774-1787, chefsminister 1781-1787, och sändebud i Sverige från 1771 till 1774.